# Psilonyx humeralis
Psilonyx humeralis là một loài ruồi trong họ Asilidae. Psilonyx humeralis được Hsia miêu tả năm 1949.